# Takáts János
Takáts János, Takács (Kolos, 1813. – Kézdivásárhely, 1881. július 6.) református főiskolai tanár és az országos távíró főigazgatója.

## Életútja
Koloson kezdte tanulmányait és Nagyenyeden a Bethlen-kollegiumban folytatta. A természettudományokat előbb a bécsi politechnikán, majd a berlini egyetemen hallgatta; azután tanulmányozás céljából beutazta Európa nyugati államait. Mint kiváló fizikus 1845-ben a kolozsvári református főgimnáziumban kezdte meg nyilvános működését mint rendes tanár. 1849-ben a közmunka- és közlekedésügyi miniszteriumban működött mint titkár. Az 1848–49-es forradalom és szabadságharc után bebörtönözték és csak nyolc évi fogság után bocsátották szabadon. Ekkor Pesten vállalt tanári állást a Szőnyi-féle magánintézetben s mint a természettudományi társulat titkára működött. 1856-ban Erdélybe ment, ahol ismét a kolozsvári református főgimnázium tanára és egyszersmind igazgatója lett. Az alkotmány helyreállításával Gorove István miniszter őt szemelte ki a táviróintézet vezetésére. 1867. július 15-én foglalta el távíró-főigazgatói állását. A táviróhálózatot oly irányban fejlesztette, hogy központja az ország fővárosa legyen. Főgondja volt a távirószolgálat megmagyarosítása. Érettségi vizsgát tett ifjakat édesgetett a távirószolgálatra és három hónapos távíró tanfolyamon képeztette ki őket. Képviselte Magyarországot a bécsi nemzetközi táviró értekezleteken. Hivatalos teendői mellett a közügyekben is tevékeny részt vett; a Földrajzi Társaságnál kiváló munkásságot fejtett ki; a Természettudományi Társulatnak tevékeny tagja és másodelnöke volt.
Cikkei a Budapesti Szemlében (IX. 1860. A villanytelegraphról, XVI. 1862. A nap világának vegytani hatása).

## Munkája
- Tértan (Planimetria). Irta Meyer Károly. Kolozsvár, 1846. 124 ábrával. Ford. névtelenül. (Mértan I. része).

Szerkesztette a Természetbarát I. évfolyamát 1846-ban Berde Áronnal Kolozsvárt.